# Neochoroterpes nanita
Neochoroterpes nanita är en dagsländeart som först beskrevs av Jay R. Traver 1934.  Neochoroterpes nanita ingår i släktet Neochoroterpes och familjen starrdagsländor. Inga underarter finns listade i Catalogue of Life.